# Czańkiw
Czańkiw – wieś na Ukrainie, w obwodzie chmielnickim, w rejonie dunajowieckim.